# Bisdom Banjarmasin
Het bisdom Banjarmasin (Latijn: Dioecesis Bangiarmasina) is een rooms-katholiek bisdom met als zetel Banjarmasin, hoofdstad van de provincie Zuid-Kalimantan, in Indonesië. Het bisdom is suffragaan aan het aartsbisdom Samarinda. 

## Geschiedenis
Het bisdom werd opgericht op 21 mei 1938, als de apostolische prefectuur Bandjarmasin, uit delen van het apostolisch vicariaat Bandjarmasin. Op 10 maart 1949 werd het verheven tot apostolisch vicariaat. Op 3 januari 1961 werd het verheven tot bisdom en werd suffragaan aan het aartsbisdom Pontianak. Op 22 augustus 1973 veranderde het van naam naar bisdom Banjarmasin. Op 29 januari 2003 veranderde het van kerkprovincie en werd suffragaan aan het nieuw verheven aartsbisdom Samarinda. 
Het verloor gebied bij de oprichting van het apostolisch vicariaat Samarinda (1955) en het bisdom Palangkaraya (1993). Alle prefecten, vicarissen en bisschoppen tot 2008 waren lid van de Missionarissen van de Heilige Familie (MSF).

## Parochies
Het bisdom had in 2022 een oppervlakte van 38.744 km2 en telde 4.087.894 inwoners waarvan 0,5% rooms-katholiek was.

## Ordinarii

### Apostolische prefecten
- Jacob Jan Kusters (21 mei 1938 - 1949)

### Apostolisch vicarissen
- Joannes Groen (10 maart 1949 - 18 april 1953)

### Bisschoppen
- Wilhelmus Joannes Demarteau (apostolisch vicaris: 6 januari 1954, bisschop: 3 januari 1961 - 6 juni 1983)
- Fransiskus Xaverius Rocharjanta Prajasuta (6 juni 1983 - 14 juni 2008)
- Petrus Boddeng Timang (14 juni 2008 - 8 juli 2023)
- Victorius Dwiardy (8 juli 2023 - heden)

## Galerij van afbeeldingen

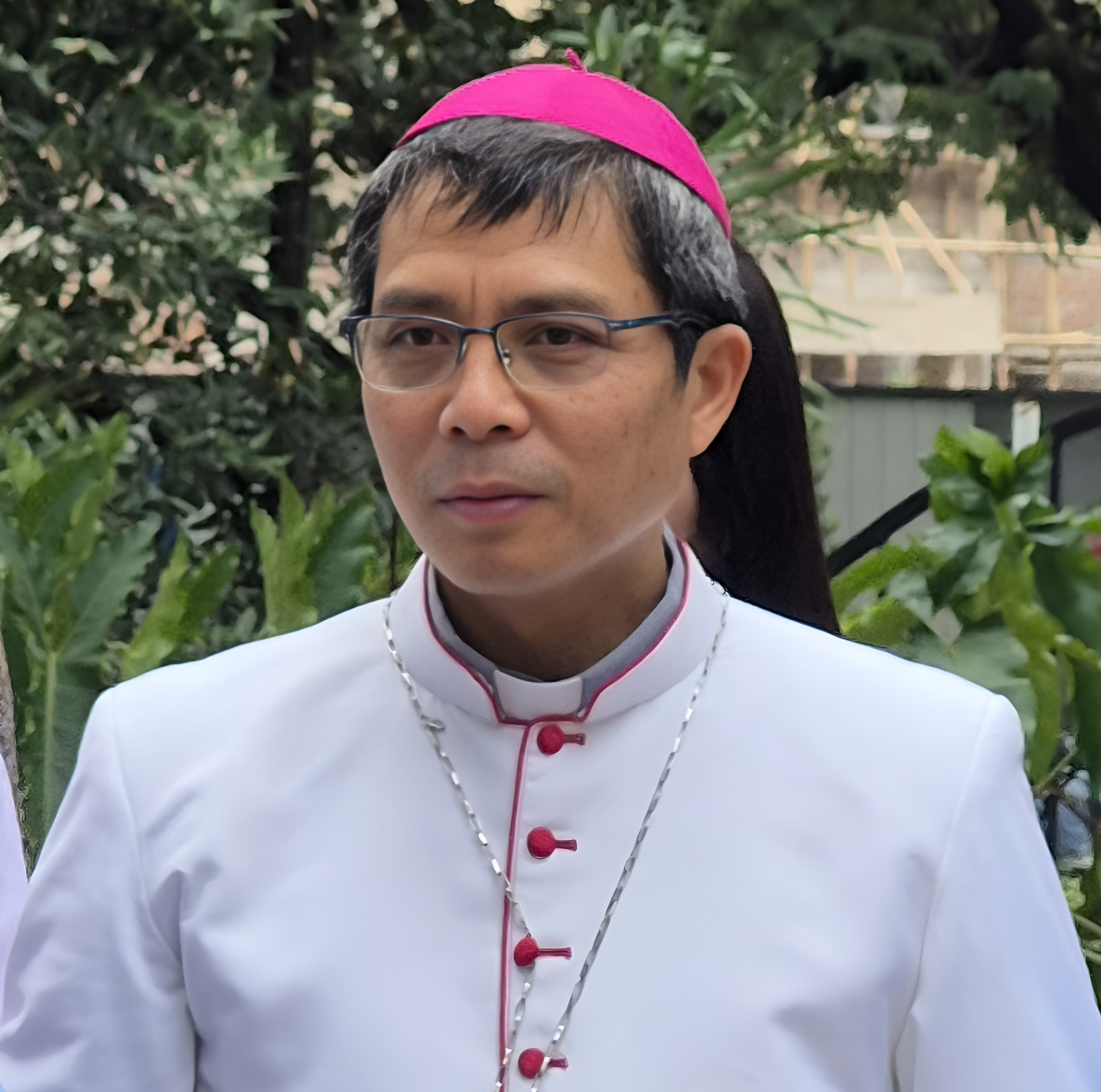
Bisschop Victorius Dwiardy (2023-heden)
Kerkprovincie met aartsbisdom en suffragane bisdommen

Samarinda (aartsbisdom) · Banjarmasin · Palangkaraya · Tanjung Selor